# Anagyrus rugas
Anagyrus rugas är en stekelart som beskrevs av John S. Noyes och Hayat 1994. Anagyrus rugas ingår i släktet Anagyrus och familjen sköldlussteklar.
Artens utbredningsområde är:
- Brunei.
- Thailand.

Inga underarter finns listade i Catalogue of Life.